# Neoempheria lanei
Neoempheria lanei är en tvåvingeart som beskrevs av Edwards 1940. Neoempheria lanei ingår i släktet Neoempheria och familjen svampmyggor. Inga underarter finns listade i Catalogue of Life.